# Aristide Briand
Aristide Briand, född 28 mars 1862 i Nantes, död 7 mars 1932 i Paris, var en fransk politiker som var landets konseljpresident (regeringschef) 1909–1911, 1913, 1915–1917, 1921–1922, 1925–1926 samt 1929. Han var en av tredje republikens viktigaste politiker och åren 1906–1932 ingick han i 25 regeringar, 11 som konseljpresident och 16 som utrikesminister. 
Briand var utbildad jurist och tillhörde under 1890-talet socialisterna och gruppen kring Jean Jaurès. Han invaldes i deputeradekammaren 1902 och grundade tillsammans med Jaurès den radikala tidningen L'Humanité 1904. Efter att ha accepterat posten som undervisningsminister i den borgerliga ministären under Georges Clemenceau 1906 uteslöts han ur socialistpartiet. Hans motiv var att genomföra en separation av staten och kyrkan, vilket han lyckades genomdriva 1909. Samma år bildade han sin första egna ministär. Hans politiska ståndpunkt blev med tiden allt mindre radikal och allt mer fokuserad på utrikespolitik. Under 1920-talet var han utrikesminister och strävade efter att Frankrike skulle närma sig Tyskland. Hans försoningsvilja manifesterades i Locarnopakten 1925 och för vilken han erhöll, tillsammans med Tysklands utrikesminister Gustav Stresemann, Nobels fredspris 1926. Tillsammans med den amerikanska utrikesministern Frank Kellogg genomdrev han en internationell icke-angreppspakt 1928, Briand-Kelloggpakten. Briand var även aktiv inom Nationernas Förbund och framlade 1930 en plan för Paneuropa, Europas förenta stater.